# Irish Ferries
La Irish Ferries è una compagnia di navigazione irlandese, operativa nel trasporto di merci e passeggeri nel Mar d'Irlanda.

## Storia

### Gli inizi (1968-1972)
La Irish Continental Group (ICG) iniziò le sue operazioni il 17 maggio 1968 con una rotta marittima tra Rosslare Europort e Le Havre, frutto della collaborazione tra la Normandy Ferries (NF), di proprietà di P&O, e la Saga, di proprietà della famiglia Rothschild. Nel primo anno di servizio, la compagnia trasportò 31.000 passeggeri utilizzando le navi Dragon e Leopard, entrambe di proprietà di NF. La frequenza dei viaggi fu aumentata a due volte a settimana nel 1969. Tuttavia, alla fine del 1971, NF decise di interrompere il servizio per mantenere il suo vantaggio competitivo sul Canale della Manica.

### La rinascita (1972)
Dopo un periodo di incertezza, Irish Shipping, una compagnia fondata nel 1941 da Eamon de Valera per rifornire l'Irlanda durante la Seconda Guerra Mondiale, rilevò l'iniziativa e creò una nuova società, Irish Continental Line, in collaborazione con interessi irlandesi e scandinavi. Fu acquistata una nuova nave traghetto, la St Patrick, con una capacità di 547 passeggeri e 210 automobili.

### Espansione (1976-1990)
Nel 1976, fu fondata una società controllata, Ferrytours, per promuovere vacanze in Francia. La St Patrick fu trasferita a ICG nel 1977. L'azienda continuò a crescere e acquistò un'altra nave, la St Killian, nel 1978. Nel 1982, fu lanciato un nuovo servizio tra Belfast e Liverpool, ma fu chiuso nel 1990 a causa della troppa concorrenza.

### Acquisizioni e ammodernamenti (1990-2000)
Negli anni '90, ICG continuò a espandersi acquistando nuove navi e servizi. La società acquisì la compagnia B&I Line nel 1992 ed aggiunse alla flotta svariate nuove navi, tra cui la Isle of Innisfree e la Pride of Bilbao, quest'ultima in noleggio da P&O Ferries. Nel 1998, la St Killian II fu ritirata dal servizio e venduta.

### XXI secolo
Nel 2000, ICG introdusse l'Ulysses, uno dei più grandi traghetti del mondo. Tuttavia, la società dovette affrontare scioperi e controversie sui salari nel 2004 e nel 2005. Nel 2014, ICG lanciò un nuovo servizio tra Dublino e Cherbourg. Nel 2018, la società ricevette la nuova nave W.B. Yeats, che sostituì la Epsilon, mentre la Dublin Swift sostituì la Jonathan Swift sulla rotta Dublino-Holyhead.

### Servizi nella Manica
Nel 2021, ICG annunciò l'introduzione di un nuovo servizio tra Dover e Calais, operato dalla Isle of Inishmore e dalla Isle of Innisfree. Un terzo traghetto, l'Isle of Inisheer", si unisce nei collegamenti nella Manica nel 2022.

## Flotta
| Tipo              | Traghetto         | Stazza (t.s.l.) | Lunghezza (m) | Passeggeri | Capacità di carico      | Velocità in nodi | Anno di costruzione | Note                                                                | Immagine |
| ----------------- | ----------------- | --------------- | ------------- | ---------- | ----------------------- | ---------------- | ------------------- | ------------------------------------------------------------------- | -------- |
| Cruise Ferry      | Isle of Inishmore | 34.041          | 182,50        | 2200       | 800 auto o 2.890 m.l.   | 21,5             | 1997                |                                                                     |          |
| Cruise Ferry      | Ulysses           | 50.938          | 209,02        | 1875       | 1342 auto o 4.101. m.l. | 22               | 2001                | 11º traghetto più grande d'Europa e nave ammiraglia della compagnia |          |
| HSC               | Dublin Swift      | 8.403           | 101,40        | 970        | 251 auto                | 34               | 2001                |                                                                     |          |
| Cruise Ferry      | W.B. Yeats        | 51.388          | 194,80        | 1900       | 300 auto o 3.500 m.l.   | 22,5             | 2018                |                                                                     |          |
| Cruise Ferry      | Isle of Innisfree | 28.883          | 163,40        | 1400       | 710 auto o 1.745 m.l.   | 21               | 1991                |                                                                     |          |
| Ro-Pax            | Isle of Inisheer  | 22.152          | 179,93        | 214        | 2.130 m.l.              | 22,5             | 2000                |                                                                     |          |
| Cruise Ferry      | Oscar Wilde       | 47.592          | 213           | 2000       | 195 auto o 3.746 m.l.   | 22               | 2011                | In noleggio da P&O Ferries                                          |          |
| Fast Cruise Ferry | James Joyce       | 36.249          | 186           | 1900       | 450 auto o 1.981 m.l.   | 27,5             | 2007                |                                                                     |          |

## Rotte

La mappa delle rotte di Irish Ferries (Dal 2021 si aggiunge anche la Dover-Calais.

| Rotta             | Traghetto                        |
| ----------------- | -------------------------------- |
| Dublino-Holyhead  | Ulysses/Dublin Swift/James Joyce |
| Dublino-Cherbourg | W.B Yeats/Isle of Inisheer       |
| Pembroke-Rosslare | Isle of Innisfree                |
| Dover-Calais      | Oscar Wilde                      |